# ファミリー軍団
ファミリー軍団（ファミリーぐんだん）は、1989年に全日本プロレスで結成されたユニットである。2000年にプロレスリング・ノアに活動を移し、色男軍（いろおとこぐん）と改称した。

## 概要
元々はジャイアント馬場とラッシャー木村が1988年後半に義兄弟タッグとしてタッグを組んでいたのが始まりで、第一線から退いた馬場と木村が89年スーパー・パワー・シリーズ以降にザ・グレート・カブキや百田光雄・その他若手選手などを加えてファミリー軍団を構成。渕正信・永源遙・大熊元司の「悪役商会」との抗争を開始した。
ファミリー軍団vs悪役商会の通称「ファミ悪決戦」は休憩前のメインイベントとされ、多くのファンを沸かせた。
1999年に馬場が逝去すると木村がファミリー軍団の大将となり、若手も加わってフレッシュかつ老獪なファイトが続いたが、2000年全日本プロレスが分裂すると、ノアに移籍した木村・百田がタッグを結成して「色男軍」と名称を変えてチームは存続した。なお悪役商会は男前軍と改称する。木村が長期欠場（後2004年に引退）したころから両軍の軍団抗争は見られなくなり、残った百田が男前軍のリーダーであった永源とのシングルマッチを続けた。しかし永源も引退したために「ファミ悪決戦」およびそれを引き継ぐ戦いは観ることが出来なくなった。

## メンバー
- ジャイアント馬場
- ラッシャー木村
- ザ・グレート・カブキ（主に1989年～90年SWS移籍前まで）
- 百田光雄
- マイティ井上（1994年より悪役商会入り）

準メンバー
- 小橋健太（主に新人時代の1989年から91年頃まで。ファミリー軍団として最後の試合は93新春ジャイアント・シリーズ）
- アンドレ・ザ・ジャイアント
- 泉田竜舞（後に悪役商会入り）
- ジャンボ鶴田（長期欠場後のスポット参戦時に加わっていた）

なお、鶴見五郎も馬場や木村にファミリー軍団入りを直訴して認められそうになったが、その矢先にSWSへ移籍し、軍団入りは無くなっている。
92年のチャンピオン・カーニバル、3月27日和歌山県立体育館大会では当時超世代軍のリーダーとして絶大な人気を誇っていた三沢光晴の本来予定されていたシングル戦が相手選手の欠場により中止。三沢は急遽ファミリー軍団VS悪役商会のカードで出場が決定し、馬場・木村・三沢組vs渕・永源・大熊組のレアカードが実現。この試合は全日本プロレス中継内の「プロレスニュース」のコーナーでダイジェスト放送された。

## ファミ悪決戦の主なムーブ
- 試合開始前に互いに握手するが、この時に仲間外れにしたり素直に握手しなかったりして変化をつけつつ笑いを取る。
- 試合開始。だいたい百田と永源が先発するが、コーナーに登って「オー！」のポーズを取る。
- 永源が百田にジャイアントスイング。全日本時代の後半は、渕が百田の頭が床にこすりつけられるヘタレ風（おそらく普通にやろうと思えば出来るはず）ジャイアントスイングを見せて百田を摩擦熱で悶絶させ笑いを取った後で永源が出て来るパターンが多かった。
- 試合中盤、永源が場外に向けてツバ攻撃。馬場の水平チョップで発射するパターンが多かったが当然例外もあり、序盤で奇襲的に出る場合もあるのでリングサイドでは油断できない。
- 馬場の十六文キックから百田が押さえ込みに入るが、切り返される場合もある。
- 客の「マイク・コール」から木村のマイクパフォーマンス。